# Sicula Leonzio 2019-2020
Questa voce raccoglie le informazioni riguardanti la Sicula Leonzio nelle competizioni ufficiali della stagione 2019-2020.

## Divise e sponsor
Lo sponsor tecnico per la stagione 2019-2020 è Kappa. Lo sponsor di maglia è Sicula Trasporti.
| 1ª divisa | 2ª divisa | 3ª divisa |

## Rosa
| N. |                     | Ruolo | Calciatore            |
| -- | ------------------- | ----- | --------------------- |
| 1  | Italia (bandiera)   | P     | Emanuele Nordi        |
| 1  | Lituania (bandiera) | P     | Marius Adamonis       |
| 2  | Italia (bandiera)   | D     | Devis Talarico        |
| 3  | Italia (bandiera)   | D     | Sergio Sabatino       |
| 4  | Italia (bandiera)   | C     | Giuseppe Sicurella    |
| 5  | Italia (bandiera)   | C     | Andrea Petta          |
| 5  | Italia (bandiera)   | C     | Alessandro Provenzano |
| 6  | Italia (bandiera)   | C     | Walter Cozza          |
| 7  | Italia (bandiera)   | A     | Paolo Grillo          |
| 8  | Italia (bandiera)   | C     | Gianluca Esposito     |
| 9  | Kosovo (bandiera)   | A     | Ismet Sinani          |
| 9  | Italia (bandiera)   | A     | Emanuele Catania      |
| 10 | Italia (bandiera)   | A     | Mauro Bollino         |
| 11 | Italia (bandiera)   | A     | Filippo Scardina      |
| 12 | Italia (bandiera)   | P     | Francesco Governali   |
| 13 | Italia (bandiera)   | D     | Tino Parisi           |
| 14 | Italia (bandiera)   | C     | Davide Bariti         |
| 15 | Italia (bandiera)   | D     | Manuel Ferrini        |

| N. |                      | Ruolo | Calciatore               |
| -- | -------------------- | ----- | ------------------------ |
| 16 | Italia (bandiera)    | D     | Andrea De Rossi          |
| 17 | Italia (bandiera)    | D     | Damiano Lia              |
| 18 | Italia (bandiera)    | C     | Danilo Terranova         |
| 19 | Uruguay (bandiera)   | D     | Cristian Sosa (capitano) |
| 20 | Italia (bandiera)    | C     | Giuseppe Maimone         |
| 21 | Albania (bandiera)   | D     | Shaqir Tafa              |
| 22 | Italia (bandiera)    | P     | Emanuele Polverino       |
| 22 | Italia (bandiera)    | P     | Leonardo Fasan           |
| 23 | Italia (bandiera)    | C     | Marco Palermo            |
| 25 | Italia (bandiera)    | A     | Francesca Ripa           |
| 25 | Italia (bandiera)    | D     | Matteo Bachini           |
| 26 | Italia (bandiera)    | D     | Michele Ferrara          |
| 27 | Italia (bandiera)    | A     | Vincenzo Vitale          |
| 29 | Lituania (bandiera)  | C     | Linas Mėgalaitis         |
| 30 | Mali (bandiera)      | C     | Aboubacar Sidibe         |
| 30 | Italia (bandiera)    | C     | Rosario Bucolo           |
| 32 | Argentina (bandiera) | A     | Facundo Lescano          |
| 33 | Italia (bandiera)    | P     | Alessandro Armata        |

## Calciomercato

### Sessione estiva(dall'1/7 al 2/9)
| Acquisti | Acquisti            | Acquisti           | Acquisti      |
| R.       | Nome                | da                 | Modalità      |
| -------- | ------------------- | ------------------ | ------------- |
| P        | Michele La Cagnina  | Sancataldese       | fine prestito |
| P        | Emanuele Nordi      | Virtus Francavilla | svincolato    |
| P        | Alessandro Noto     | Marina di Ragusa   | fine prestito |
| D        | Angelo Brunetti     | Castrovillari      | fine prestito |
| D        | Tino Parisi         | Livorno            | prestito      |
| D        | Sergio Sabatino     | Triestina          | svincolato    |
| D        | Cristian Sosa       | Fano               | svincolato    |
| D        | Shaqir Tafa         | Cuneo              | svincolato    |
| C        | Davide Bariti       | Triestina          | svincolato    |
| C        | Francesco Giambanco | Igea Virtus        | fine prestito |
| C        | Giuseppe Indelicato | Akragas            | definitivo    |
| C        | Giuseppe Maimone    | Lecce              | definitivo    |
| C        | Linas Mėgelaitis    | Lecce              | svincolato    |
| C        | Marco Palermo       | Siracusa           | svincolato    |
| C        | Giordano Santapaola | Bastia             | fine prestito |
| C        | Giuseppe Sicurella  | Foggia             | svincolato    |
| C        | Aboubacar Sidibe    | Acireale           | fine prestito |
| A        | Paolo Grillo        | Pro Vercelli       | svincolato    |
| A        | Facundo Lescano     | Parma              | definitivo    |
| A        | Matteo Manfrè       | Acireale           | fine prestito |
| A        | Filippo Scardina    | Fano               | svincolato    |
| A        | Ismet Sinani        | Milan              | prestito      |

| Cessioni | Cessioni            | Cessioni   | Cessioni      |
| R.       | Nome                | a          | Modalità      |
| -------- | ------------------- | ---------- | ------------- |
| P        | Edgaras Dubickas    | Lecce      | fine prestito |
| P        | Michele La Cagnina  | Corigliano | svincolato    |
| P        | Antonio Narciso     | Modena     | svincolato    |
| P        | Alessandro Noto     | Marsala    | svincolato    |
| P        | Pasquale Pane       | AZ Picerno | svincolato    |
| D        | Antonio Aquilanti   | Rieti      | svincolato    |
| D        | Giuliano Laezza     | Avellino   | svincolato    |
| D        | Alessandro Milesi   | Brescia    | fine prestito |
| D        | Tommaso Squillace   |            | svincolato    |
| C        | Andrea D'Amico      | Palazzolo  | svincolato    |
| C        | Santo D'Angelo      | Livorno    | svincolato    |
| C        | Francesco Giunta    | Savoia     | svincolato    |
| C        | Francesco Marano    | Como       | svincolato    |
| C        | Francesco Palermo   | Troina     | svincolato    |
| C        | Giordano Santapaola | Troina     | svincolato    |
| A        | Antonio Gammone     |            | svincolato    |
| A        | Juanito Gómez       |            | svincolato    |
| A        | Matteo Manfrè       | Messina    | svincolato    |
| A        | Luca Miracoli       | Brescia    | fine prestito |
| A        | Mattia Rossetti     | Catania    | svincolato    |
| A        | Francesco Russo     | Foggia     | svincolato    |

### Sessione invernale(dal 2/1 al 31/1)
| Acquisti | Acquisti              | Acquisti             | Acquisti      |
| R.       | Nome                  | da                   | Modalità      |
| -------- | --------------------- | -------------------- | ------------- |
| P        | Marius Adamonis       | Lazio                | prestito      |
| P        | Leo Fasan             |                      | svincolato    |
| P        | Alessandro Noto       | Marsala              | fine prestito |
| D        | Matteo Bachini        | Arzignano Valchiampo | svincolato    |
| D        | Michele Ferrara       | Monopoli             | prestito      |
| D        | Damiano Lia           | Juve Stabia          | prestito      |
| C        | Rosario Bucolo        | Catania              | definitivo    |
| C        | Alessandro Provenzano | Imolese              | prestito      |
| A        | Emanuele Catania      | Catania              | definitivo    |

| Cessioni | Cessioni            | Cessioni         | Cessioni   |
| R.       | Nome                | a                | Modalità   |
| -------- | ------------------- | ---------------- | ---------- |
| P        | Alessandro Noto     | Marina di Ragusa | prestito   |
| P        | Emanuele Polverino  | Juve Stabia      | svincolato |
| D        | Andrea Petta        | Casertana        | svincolato |
| D        | Devis Talarico      |                  | svincolato |
| C        | Walter Cozza        |                  | svincolato |
| C        | Gianluca Esposito   | Fermana          | svincolato |
| C        | Francesco Giambanco | Marsala          | prestito   |
| C        | Linas Mėgelaitis    | Gubbio           | svincolato |
| C        | Aboubacar Sidibe    | Marina di Ragusa | prestito   |
| A        | Mauro Bollino       | Bitonto          | svincolato |
| A        | Francesco Ripa      | AZ Picerno       | definitivo |

## Risultati

### Serie C

#### Girone di andata
| Arbitro: | D'Ascanio (Ancona) |

|  |           |                          |
|  | Marcatori | 37’ Antenucci 88’ D'Ursi |

| Arbitro: | Fontani (Siena) |

|                            |           |  |
| Bombagi 45+1’ Magnaghi 73’ | Marcatori |  |

| Arbitro: | Maranesi (Ciampino) |

|                                  |           |                            |
| Scardina 8’ Sicurella 88’ (rig.) | Marcatori | 41’ Panariello 55’ Alberti |

| Arbitro: | Gariglio (Pinerolo) |

|                                               |           |                |
| Megalaitis 8’ (aut.) Kanoutè 70’ Giannone 86’ | Marcatori | 41’ Megalaitis |

| Arbitro: | De Santis (Lecce) |

|                     |           |                               |
| Scardina 64’ (rig.) | Marcatori | 41’ Partipilo 86’ Vantaggiato |

| Potenza 25 settembre 2019, ore 20:45 CEST 6ª giornata | Potenza                            | 0 – 0 referto | Sicula Leonzio | Stadio Alfredo Viviani (2 962 spett.)\| Arbitro: \| Carrione (Castellammare di Stabia) \| |
| Arbitro:                                              | Carrione (Castellammare di Stabia) |               |                |                                                                                           |

| Arbitro: | Di Cairano (Ariano Irpino) |

|                        |           |                |
| Grillo 34’ Lescano 49’ | Marcatori | 76’ Abonckelet |

| Arbitro: | Moriconi (Roma 2) |

|            |           |                         |
| Bariti 34’ | Marcatori | 19’ Piccinini 76’ Fella |

| Arbitro: | Longo (Paola) |

|             |           |          |
| Starita 35’ | Marcatori | 5’ Petta |

| Arbitro: | Frascaro (Firenze) |

|                    |           |                         |
| Lescano 67’ (rig.) | Marcatori | 84’, 90+1’ Marcheggiani |

| Arbitro: | Caldera (Como) |

|                 |           |  |
| Scimia 12’, 37’ | Marcatori |  |

| Arbitro: | Feliciani (Teramo) |

|                        |           |  |
| Volpe 27’ Tounkara 48’ | Marcatori |  |

| Arbitro: | Kumara (Verona) |

|                                             |           |              |
| Grillo 22’ Lescano 37’ (rig.) Sicurella 59’ | Marcatori | 66’ Russotto |

| Arbitro: | Maranesi (Ciampino) |

|                             |           |            |
| Mazzarani 63’ Di Piazza 72’ | Marcatori | 6’ Palermo |

| Arbitro: | Maggio (Lodi) |

|            |           |               |
| Lescano 6’ | Marcatori | 33’ Albertini |

| Arbitro: | Repace (Perugia) |

|                 |           |              |
| Santaniello 12’ | Marcatori | 83’ De Rossi |

| Arbitro: | Centi (Viterbo) |

|                               |           |                                                                                          |
| Bollino 57’ (rig.) Grillo 64’ | Marcatori | 10’ Bernadotto 22’, 39’ Berardi 40’ Petermann 62’ Malalberti 69’ Emmausso 79’ Prezzabile |

| Arbitro: | Pashuku (Albano Laziale) |

|                                          |           |              |
| Parisi 14’ Albadoro 90+1’ Alfageme 90+5’ | Marcatori | 33’ Scardina |

| Arbitro: | Colombo (Como) |

|                     |           |                           |
| Scardina 63’ (rig.) | Marcatori | 66’ Denis 90+6’ Reginaldo |

#### Girone di ritorno
| Arbitro: | Giaccaglia (Jesi) |

|            |           |  |
| Simeri 39’ | Marcatori |  |

| Arbitro: | Carrione (Castellammare di Stabia) |

|  |           |              |
|  | Marcatori | 20’ Maganghi |

| Pagani 19 gennaio 2020, ore 15:00 CET 22ª giornata | Paganese  | 0 – 0 referto | Sicula Leonzio | Stadio Marcello Torre (1 200 spett.)\| Arbitro: \| Angelucci \| |
| Arbitro:                                           | Angelucci |               |                |                                                                 |

| Arbitro: | Marini |

|            |           |                      |
| Grillo 75’ | Marcatori | 14’ Riggio 41’ Tulli |

| Terni 2 febbraio 2020, ore 15:00 CET 24ª giornata | Ternana                    | 0 – 0 referto | Sicula Leonzio | Stadio Libero Liberati (12 264 spett.)\| Arbitro: \| Garofalo (Torre del Greco) \| |
| Arbitro:                                          | Garofalo (Torre del Greco) |               |                |                                                                                    |

| Arbitro: | Marchetti (Ostia) |

|                                                        |           |           |
| Scardina 14’, 22’ Catania 19’ (rig.) Grillo 52’ (rig.) | Marcatori | 85’ Golfo |

| Arbitro: | Petrella (Viterbo) |

|  |           |             |
|  | Marcatori | 79’ Lescano |

| Arbitro: | Miele (Nola) |

|  |           |             |
|  | Marcatori | 70’ Lescano |

| Arbitro: | Paterna (Teramo) |

|                                   |           |                                       |
| Provenzano 32’ Lescano 79’ (rig.) | Marcatori | 22’ (aut.) Bariti 28’ (rig.) Castaldo |

| Arbitro: | Monaldi (Macerata) |

|             |           |                  |
| Tirelli 51’ | Marcatori | 32’, 72’ Lescano |

| Arbitro: | Gualtieri (Asti) |

|                    |           |  |
| Lescano 58’ (rig.) | Marcatori |  |

| Lentini 15 marzo 2020 31ª giornata | Sicula Leonzio | – (annullata) | Viterbese Castrense | Sicula Trasporti Stadium-Stadio Angelino Nobile |

| Castellammare di Stabia 22 marzo 2020 32ª giornata | Cavese | – (annullata) | Sicula Leonzio | Stadio Romeo Menti |

| Lentini 25 marzo 2020 33ª giornata | Sicula Leonzio | – (annullata) | Catania | Sicula Trasporti Stadium-Stadio Angelino Nobile |

| Francavilla Fontana 29 marzo 2020 34ª giornata | Virtus Francavilla | – (annullata) | Sicula Leonzio | Stadio Giovanni Paolo II |

| Lentini 5 aprile 2020 35ª giornata | Sicula Leonzio | – (annullata) | AZ Picerno | Sicula Trasporti Stadium-Stadio Angelino Nobile |

| Vibo Valentia 11 aprile 2020 36ª giornata | Vibonese | – (annullata) | Sicula Leonzio | Stadio Luigi Razza |

| Lentini 19 aprile 2020 37ª giornata | Sicula Leonzio | – (annullata) | Avellino | Sicula Trasporti Stadium-Stadio Angelino Nobile |

| Reggio Calabria 26 aprile 2020 38ª giornata | Reggina | – (annullata) | Sicula Leonzio | Stadio Oreste Granillo |

#### Play-out
| Arbitro: | Cudini (Fermo) |

|  |           |            |
|  | Marcatori | 33’ Bariti |

| Arbitro: | Maranesi (Ciampino) |

|             |           |  |
| Catania 72’ | Marcatori |  |

### Coppa Italia Serie C

#### Fase a gironi
| Arbitro: | Arena (Torre del Greco) |

|                              |           |             |
| Napolitano 26’ Petermann 48’ | Marcatori | 81’ Lescano |

| Arbitro: | Pirrotta (Barcellona Pozzo di Gotto) |

|                                        |           |  |
| Scardina 10’ Sicurella 68’ Lescano 79’ | Marcatori |  |

#### Sedicesimi di finale
| Arbitro: | Cosso (Reggio Calabria) |

|             |           |  |
| Curiale 30’ | Marcatori |  |

## Statistiche

### Statistiche di squadra
| Competizione         | Punti | In casa | In casa | In casa | In casa | In casa | In casa | In trasferta | In trasferta | In trasferta | In trasferta | In trasferta | In trasferta | Totale | Totale | Totale | Totale | Totale | Totale | D.R. |
| Competizione         | Punti | G       | V       | N       | P       | Gf      | Gs      | G            | V            | N            | P            | Gf           | Gs           | G      | V      | N      | P      | Gf     | Gs     | D.R. |
| -------------------- | ----- | ------- | ------- | ------- | ------- | ------- | ------- | ------------ | ------------ | ------------ | ------------ | ------------ | ------------ | ------ | ------ | ------ | ------ | ------ | ------ | ---- |
| Serie C              | 29    | 15      | 4       | 3       | 8       | 22      | 28      | 15           | 3            | 5            | 7            | 9            | 18           | 30     | 7      | 8      | 15     | 31     | 46     | -15  |
| Coppa Italia Serie C | 3     | 1       | 1       | 0       | 0       | 3       | 0       | 2            | 0            | 0            | 2            | 1            | 3            | 3      | 1      | 0      | 2      | 4      | 3      | +1   |
| Totale               | 32    | 16      | 5       | 3       | 8       | 25      | 28      | 17           | 3            | 5            | 9            | 10           | 21           | 33     | 8      | 8      | 17     | 35     | 49     | -14  |

### Andamento in campionato
| Giornata  | 1  | 2  | 3  | 4  | 5  | 6  | 7  | 8  | 9  | 10 | 11 | 12 | 13 | 14 | 15 | 16 | 17 | 18 | 19 | 20 | 21 | 22 | 23 | 24 | 25 | 26 | 27 | 28 | 29 | 30 | 31 | 32 | 33 | 34 | 35 | 36 | 37 | 38 |
| --------- | -- | -- | -- | -- | -- | -- | -- | -- | -- | -- | -- | -- | -- | -- | -- | -- | -- | -- | -- | -- | -- | -- | -- | -- | -- | -- | -- | -- | -- | -- | -- | -- | -- | -- | -- | -- | -- | -- |
| Luogo     | C  | T  | C  | T  | C  | T  | C  | C  | T  | C  | T  | T  | C  | T  | C  | T  | C  | T  | C  | T  | C  | T  | C  | T  | C  | T  | T  | C  | T  | C  | C  | T  | C  | T  | C  | T  | C  | T  |
| Risultato | P  | P  | N  | P  | P  | N  | V  | P  | N  | P  | P  | P  | V  | P  | N  | N  | P  | P  | P  | P  | P  | N  | P  | N  | V  | V  | V  | N  | V  | V  | –  | –  | –  | –  | –  | –  | –  | –  |
| Posizione | 18 | 18 | 18 | 18 | 18 | 18 | 18 | 18 | 17 | 17 | 18 | 18 | 17 | 17 | 17 | 17 | 17 | 17 | 17 | 18 | 19 | 18 | 19 | 18 | 17 | 17 | 17 | 17 | 17 | 17 | –  | –  | –  | –  | –  | –  | –  | –  |

Legenda:

Luogo: C = Casa; T = Trasferta. Risultato: V = Vittoria; N = Pareggio; P = Sconfitta.